# Fornamerikanska högkulturerna

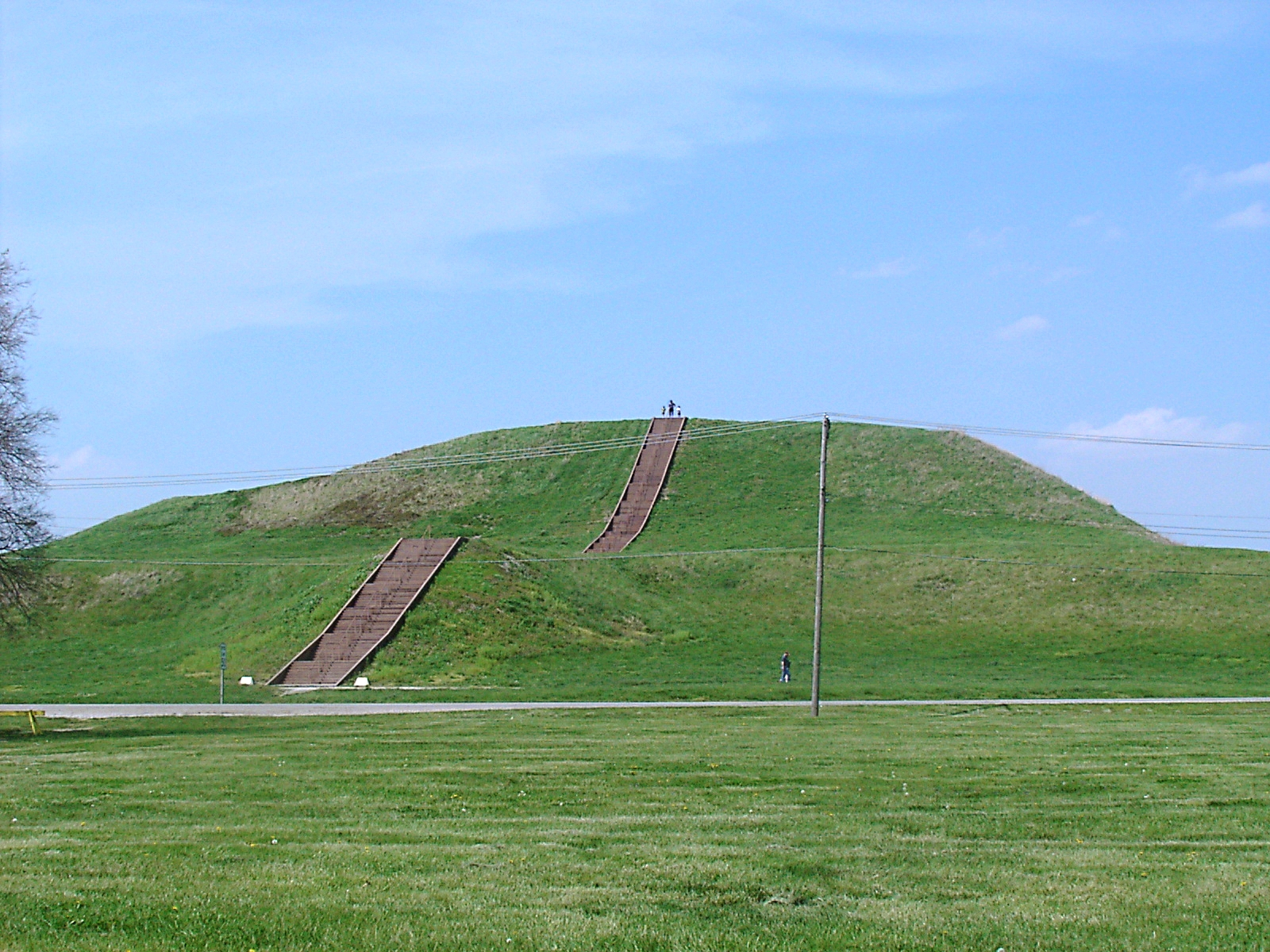
Monks Mound i Illinois, USA.

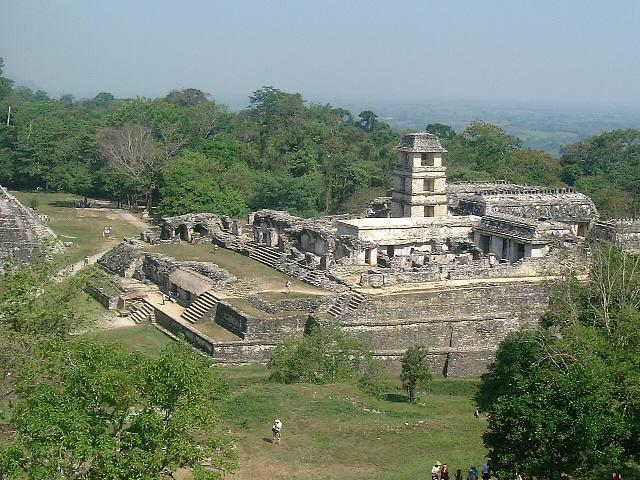
Palenque i Chiapas, Mexiko.

Med de fornamerikanska högkulturerna menas de förcolumbianska inhemska indianska högkulturerna på de amerikanska kontinenterna fram till 1500-talet. Man inkluderar här till exempel maya-, toltek-, olmek- och aztekrikena i Mexiko. Mississippi-, hopewell-, cahokia- och anasazikulturerna i dagens USA. Förinka- och inkarikena i Peru.